# 双蝴蝶
双蝴蝶（学名：Tripterospermum chinense）为龙胆科双蝴属下的一个种。